# ژنتیک چشم‌انداز

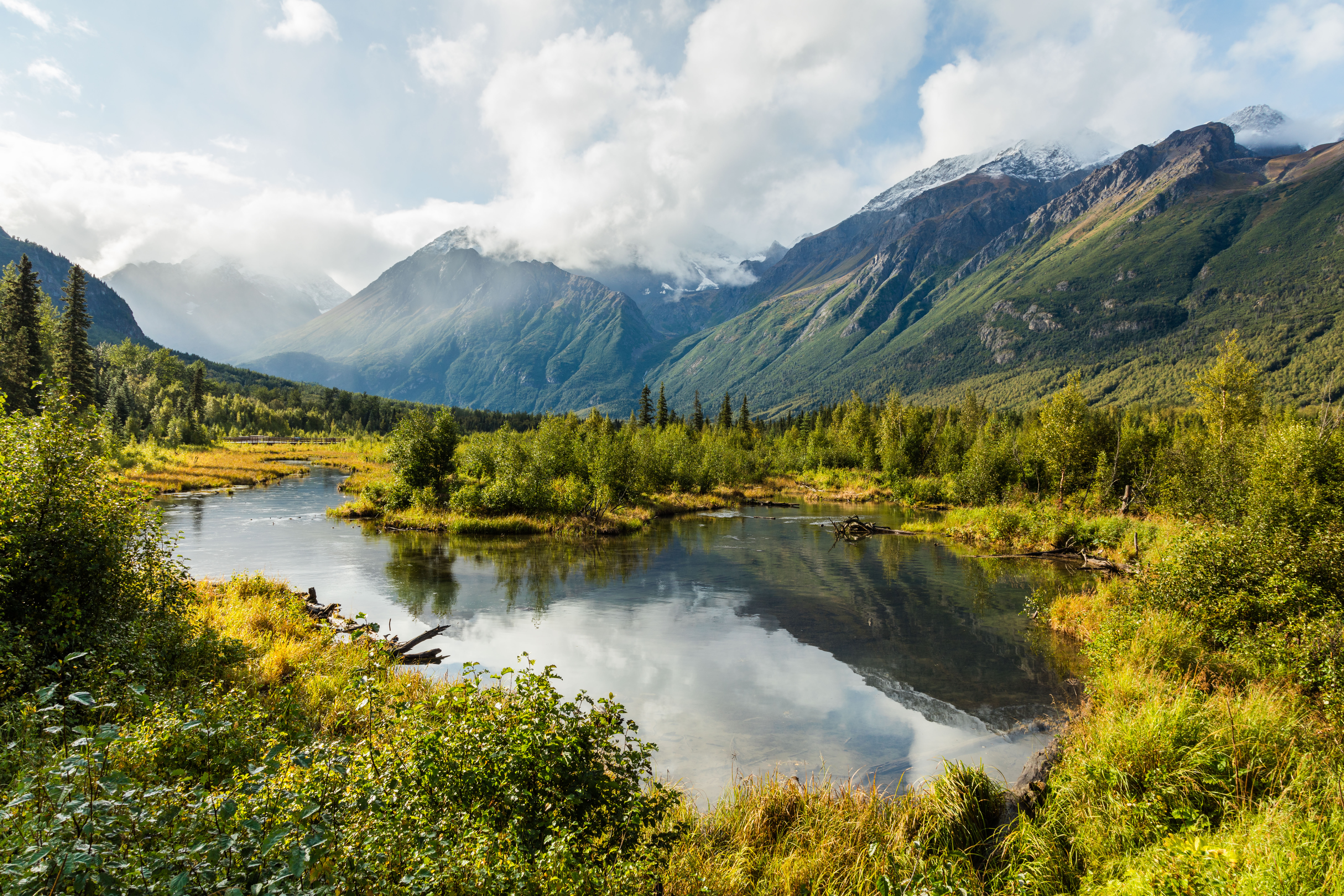
رودخانه‌ها و کوه‌ها می‌توانند به عنوان موانعی برای پراکندگی عمل کنند، بنابراین از جریان ژن بین جمعیت‌ها جلوگیری می‌کنند.

ژنتیک چشم‌انداز یا ژنتیک منظر (به انگلیسی: Landscape genetics)، یک رشته علمی است که ترکیبی از ژنتیک جمعیت و بوم‌شناسی چشم‌انداز است. به‌طور گسترده شامل هر مطالعه‌ای می‌شود که داده‌های ژنتیک جمعیت گیاهی یا جانوری را در ارتباط با داده‌های مربوط به ویژگی‌های چشم‌انداز و کیفیت ماتریس جایی که جمعیت نمونه‌گیری‌شده در آن زندگی می‌کند، تجزیه و تحلیل می‌کند. این امکان تجزیه و تحلیل فرآیندهای ریز تکاملی را فراهم می‌کند که بر گونه‌ها در پرتو الگوهای فضایی چشمانداز تأثیر می‌گذارند و دید واقعی‌تری از نحوه تعامل جمعیت‌ها با محیط‌شان نشان می‌دهد. ژنتیک چشم‌انداز تلاش می‌کند تا مشخص کند که کدام ویژگی‌های چشم‌انداز مانع پراکنش زیستی و شارش ژن هستند، چگونه تغییرهای چشم‌انداز ناشی از انسان بر تکامل جمعیت‌ها تأثیر می‌گذارد، پویایی منبع–مصرف‌کننده یک جمعیت معین، و چگونه بیماری‌ها یا گونه‌های مهاجم در سراسر چشم‌انداز پخش می‌شوند.

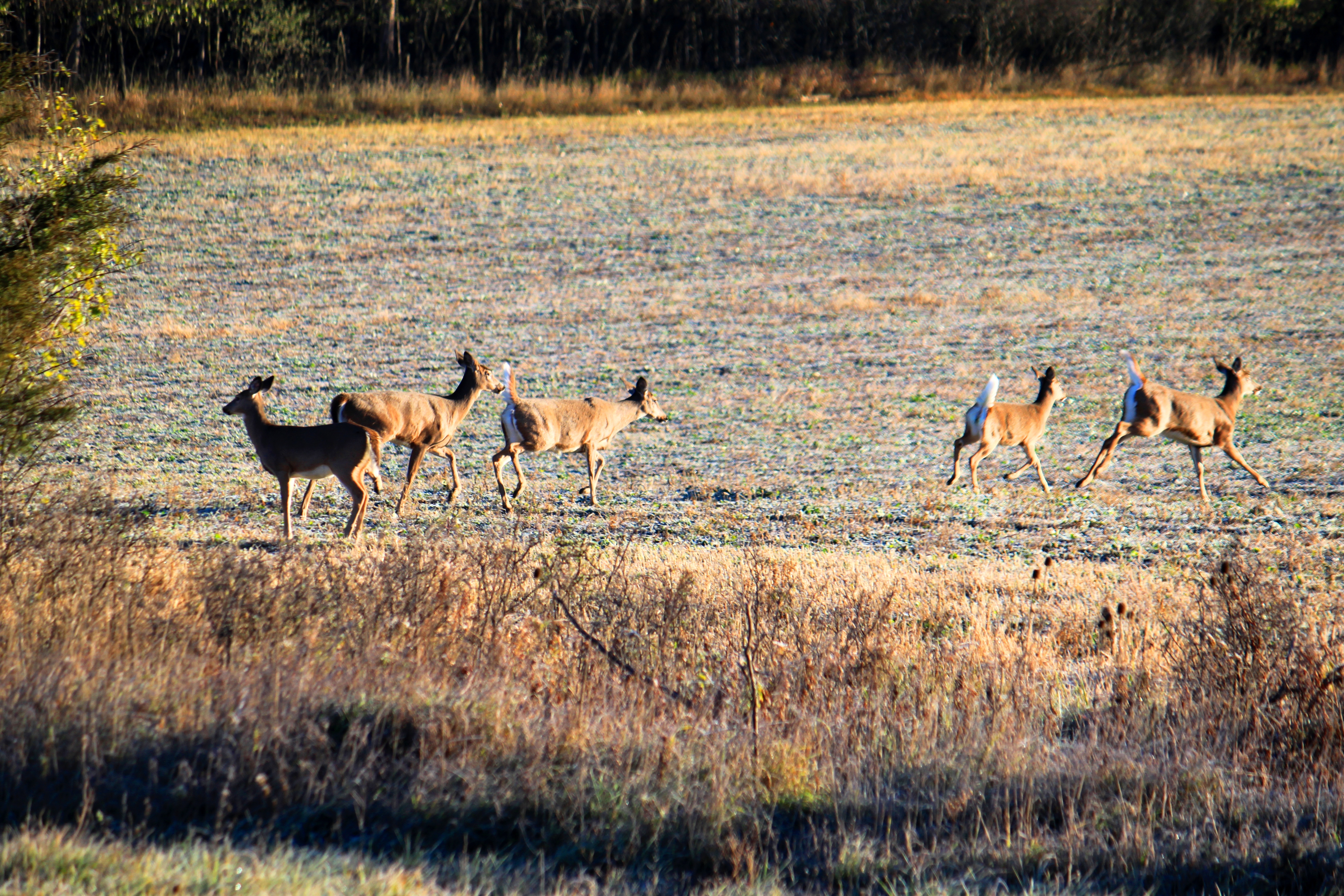
گوزن دم‌سفید